# Ctenucha sanguinaria
Ctenucha sanguinaria là một loài bướm đêm thuộc phân họ Arctiinae, họ Erebidae.